# Kwa'
Das Kwa’ ist eine der elf bantoiden Bamileke-Sprachen.
Sie ist vom Aussterben bedroht, da sie im Gegensatz zur Amtssprache Französisch nicht staatlicherseits gefördert wird.
Die Dialekte des Kwa’ sind: Bekwa’, Bakoua, Babwa, Mipa und Mbyam.